# Hermann Jakob von Freymann
Hermann Jacob von Freymann a.d.H. Nursie (* 16. Juni 1791; † 19. Juli 1865 in Wenden, Livland) war ein baltischer Adelsmann, Gutsbesitzer und Generalmajor in der Kaiserlich-russischen Armee.

## Leben
Hermann Jacob wuchs mit seinen Brüdern und einigen Vettern auf dem Gut Alt-Nursie auf. Wie diese, erhielt er Hausunterricht vom Hauslehrer und Theologen Christian Friedrich Gnüchtel. Die Heranwachsenden übten sich früh im Reiten und vormilitärischen Übungen.
Seine militärische Laufbahn, die er wie seine Brüder Rudolph Friedrich (1786–1850), Karl Otto (1788–1858) und Georg Gustav (* 1789) begann, erfolgte im Sankt Petersburger II. Kadettenkorps, der damaligen Ingenieur- und Artillerieschule. Danach wurde er als Leutnant in das  Tourdische Grenadier-Regiment übernommen, welches an den  Befreiungskriegen gegen Napoleon Bonaparte eingesetzt war.
Er verblieb nach dem Kriege in der Kaiserlich-russischen Armee und starb am 19. Juli 1865 im Rang eines Generalmajors.

## Herkunft und Familie
Hermann Jacob stammte aus dem baltischen Adelsgeschlecht von Freymann aus dem Hause Nursie (Linie II.) und war der Sohn des Otto Reinhold von Freymann (1760–1820) und seiner Gattin aus erster Ehe Juliane Jacobine von Stackelberg (* 1791). Als sich sein Vater in zweiter Ehe mit der Witwe seines ältesten Bruders Carl Ludwig vermählt hatte, verkaufte dieser sein eigenes Gut Igast (bei Tõlliste) und zog auf den Familiensitz Alt-Nursie. Hermann Jakob war mit Pulchesia Bibery, einer Moldauerin, verheiratet, seine Ehe blieb kinderlos.